# Idylle en Argentine
Pour plus de détails, voir Fiche technique et Distribution.
Idylle en Argentine (titre original : They Met in Argentina) est un film américain sorti en 1941 et réalisé par Leslie Goodwins et Jack Hively pour RKO Pictures.

## Synopsis
Tim Kelly est un Texan dans le secteur pétrolier qui se rend en Argentine soumissionner des terres. Lorsque son offre est infructueuse, il fait équipe avec son collègue Duke Ferrell pour acheter à leur employeur un cheval de course battant, Lucero, dans l'espoir que cela compensera l'offre ratée. Tim tombe amoureux de Lolita O'Shea, la fille du propriétaire du cheval de course, Don Enrique. Don Enrique est contre la vente de Lucero, mais lorsqu'il se rend compte que sa fille est amoureuse de Tim, il lui offre le cheval de course à condition qu'il retourne immédiatement aux États-Unis. Lorsque Lolita s'aperçoit que Tim est parti, elle le poursuit à cheval.

## Fiche technique
- Titre original : They Met in Argentina
- Réalisation : Leslie Goodwins et Jack Hively
- Scénario : Lou Brock, Harold Daniels et Jerome Cady
- Production : RKO Pictures
- Photographie : J. Roy Hunt
- Musique : Lucien Moraweck
- Montage : Desmond Marquette
- Genre : Comédie, romance
- Durée : 77 minutes
- Date de sortie: 
  - États-Unis : 25 avril 1941

## Distribution
- Maureen O'Hara : Lolita O'Shea
- James Ellison : Tim Kelly
- Alberto Vila : Alberto Delmonte
- Buddy Ebsen : Duke Ferrel
- Robert Barrat : Don Enrique de los Santos O'Shea
- Joseph Buloff : Santiago
- Diosa Costello : 	Panchita

## Production
Le réalisateur Leslie Goodwins ayant été hospitalisé pour une pneumonie lors du tournage, la RKO a fait appel à Jack Hively pour terminer le film.

## Critiques
Le film a reçu des critiques négatives, en particulier le Herald Tribune l'a qualifié de « An americain musical at its worst ».